# Салос, Анастасия Максимовна
Анастаси́я Макси́мовна Са́лос (род. 18 февраля 2002, Барнаул, Россия) — белорусская художественная гимнастка. Бронзовый призёр чемпионата Европы 2020 года в многоборье, бронзовый призёр чемпионата Европы 2021 в упражнениях с обручем и булавами, бронзовый призёр Чемпионата мира 2019 года в команде, серебряный призёр Чемпионата Европы 2019 и чемпионата Европы 2021 года в команде. Участница Олимпийских игр 2020 в Токио.

## Биография
Обучается в Белорусском государственном университете физической культуры.

## Спортивная карьера

### Юниоры
Начала заниматься художественной гимнастикой в 4 года в своём родном городе Барнауле. Её родители хотели найти занятие, в котором она могла бы сжигать лишнюю энергию, поэтому мать отвела её на урок гимнастики. В 2014 году переехала в Беларусь, занималась под руководством Ларисы Лукьяненко, присоединилась к сборной. Начала выступать на международных соревнованиях в 2016 году, участвуя в Tart Cup, где выиграла золото в командном зачёте и заняла второе место в юниорском многоборье. В 2017 году завоевала бронзу в юниорском многоборье Кубка Алины (совместно с Гран-при в Москве). Выиграла юношеское многоборье Международного турнира «Кубок Дерюгиной» и вышла в финал по всем 4 видам. Выиграла серебро в юниорском многоборье на Aeon Cup 2017.

### Взрослая
В 2018 году дебютировала для взрослых на конкурсе LA Lights 2018. Затем выиграла серебро на Международном турнире в Москве. 30 марта — 1 апреля участвовала в своём первом соревновании Кубок мира 2018 в Софии, заняв 5-е место в многоборье и пройдя в финал во все 4 вида. Следующим её этапом стал кубок мира 2018 в Пезаро, где выиграла бронзу в упражнении с мячом. Впервые она завоевала медаль в многоборье на Кубке мира 2018 в Баку, завоевав бронзу. Выиграла бронзу на кубке мира 2018 в Гвадалахаре в упражнении с мячом, а на кубке мира 2018 в Минске выиграла серебро в упражнении с мячом и бронзу в упражнении с булавами. На чемпионате мира по художественной гимнастике 2018 года заняла 10-е место в многоборье и вышла в финал в упражнении с лентой, где заняла 5-е место.
Начала сезон 2019 года в соревнованиях LA Lights 2019, заняв 5-е место в многоборье. Следующим её соревнованием стал Гран-при в Москве 2019, где заняла 5-е место в многоборье и завоевала бронзу в упражнении с лентой. Завоевала бронзовую медаль в многоборье Гран-при Марбельи 2019 (2-3 марта). Прошла в финал по всем 4 видам, заняв 4-е место с лентой, 5-е с булавами, 6-е с мячом и 8-е с обручем. Завоевала золотую медаль в многоборье на международном турнире на «Кубок Дерюгиной 2019». Она также выиграла золото в упражнении с мячом и лентой и серебро в упражнении с обручем и булавами. На Гран-при Тье 2019 года заняла 9-е место в многоборье и 4-е место с обручем и булавами. На Кубке мира 2019 года в Софии, заняла 10-е место в многоборье и 5-е в упражнении с лентой. На чемпионате Европы 2019 года, завоевала серебряную медаль в командном зачёте и прошла в финал на 3 вида: лента, обруч и булавы, заняла 4-е место с лентой и 5-е место с обручем и булавами. На Гран-при Холона 2019 года выиграла свою первую золотую медаль в многоборье, где также выиграла золото с мячом, серебро с лентой и бронзу с булавами.
В 2020 на турнире LA Lights 2020, завоевала серебро в команде. На Гран-при Москвы 2020, завоевала серебро в упражнении с обручем и мячом. На Гран-при Брно 2020, завоевала серебряную медаль в команде. На Гран-при Киева 2020, завоевала бронзовые медали в команде и в упражнениях с обручем и лентой, а также серебряные медали в упражнениях с мячом и булавами. На чемпионате Европы 2020 завоевала бронзовую медаль в команде.
На Олимпийских играх 2020 заняла 8-е место. Мастер спорта Республики Беларусь международного класса.
В 2025 году завоевала бронзу в программе с булавами на XXXII Всемирной летней Универсиаде (Рейнско-Рурский регион, город Эссен). 